# 天主教邦盖冈教区
天主教邦蓋岡教區 （拉丁語：Dioecesis Bongaigaonensis）是羅馬天主教的一個教區，位於印度東北部，包括阿薩姆邦西部，面積52,288平方公里。受古瓦哈蒂總教區管轄。
2000年5月10日升為教區。現任主教為多默‧普洛皮利爾。2005年有廿五個堂區、64,200名教友、四十八名司鐸。